# العلاقات الكاميرونية السويسرية
العلاقات الكاميرونية السويسرية هي العلاقات الثنائية التي تجمع بين الكاميرون وسويسرا.

## مقارنة بين البلدين
هذه مقارنة عامة ومرجعية للدولتين:
| وجه المقارنة                                              | الكاميرون                      | سويسرا                                                                                      |
| --------------------------------------------------------- | ------------------------------ | ------------------------------------------------------------------------------------------- |
| المساحة (كم2)                                             | 475.44 ألف                     | 41.28 ألف                                                                                   |
| عدد السكان (نسمة)                                         | 24.05 مليون                    | 8.21 مليون                                                                                  |
| الكثافة السكانية (ن./كم²)                                 | 50.58                          | 198.89                                                                                      |
| العاصمة                                                   | ياوندي                         | برن                                                                                         |
| اللغة الرسمية                                             | لغة فرنسية، لغة إنجليزية       | اللغة الألمانية، اللغة الإيطالية، لغة فرنسية، اللغة الرومانشية، الألمانية السويسرية الموحدة |
| العملة                                                    | فرنك وسط أفريقي                | فرنك سويسري                                                                                 |
| الناتج المحلي الإجمالي (بليون دولار)                      | 34.80 مليار                    | 678.89 مليار                                                                                |
| الناتج المحلي الإجمالي (تعادل القوة الشرائية) بليون دولار | 72.72 مليار                    | 518.07 مليار                                                                                |
| الناتج المحلي الإجمالي الاسمي للفرد دولار أمريكي          | 1.22 ألف                       | 80.94 ألف                                                                                   |
| الناتج المحلي الإجمالي للفرد دولار أمريكي                 | 2.97 ألف                       | 59.54 ألف                                                                                   |
| مؤشر التنمية البشرية                                      | 0.512                          | 0.930                                                                                       |
| رمز المكالمات الدولي                                      | +237                           | +41                                                                                         |
| رمز الإنترنت                                              | .cm                            | .ch، .swiss ‏                                                                                |
| المنطقة الزمنية                                           | توقيت غرب أفريقيا، ت ع م+01:00 | توقيت وسط أوروبا، ت ع م+01:00، ت ع م+02:00، أوروبا/زيورخ ‏                                   |

## منظمات دولية مشتركة
يشترك البلدان في عضوية مجموعة من المنظمات الدولية، منها:
| علم المنظمة | اسم المنظمة                               | تاريخ انضمام الكاميرون | تاريخ انضمام سويسرا |
| ----------- | ----------------------------------------- | ---------------------- | ------------------- |
|             | مؤسسة التمويل الدولية                     | 1 أكتوبر 1974          | 29 مايو 1992        |
|             | منظمة حظر الأسلحة الكيميائية              | ?                      | ?                   |
|             | يونسكو                                    | 11 نوفمبر 1960         | 28 يناير 1949       |
|             | البنك الإفريقي للتنمية                    | ?                      | ?                   |
|             | الأمم المتحدة                             | 20 سبتمبر 1960         | 10 سبتمبر 2002      |
|             | الاتحاد الدولي للاتصالات                  | 22 ديسمبر 1960         | 1866                |
|             | منظمة الشرطة الجنائية الدولية             | ?                      | ?                   |
|             | البنك الدولي للإنشاء والتعمير             | 10 يوليو 1963          | 29 مايو 1992        |
|             | الاتحاد البريدي العالمي                   | ?                      | ?                   |
|             | مؤسسة التنمية الدولية                     | 10 أبريل 1964          | 29 مايو 1992        |
|             | منظمة التجارة العالمية                    | ?                      | ?                   |
|             | الفريق المعني برصد الأرض                  | ?                      | ?                   |
|             | المركز الدولي لتسوية المنازعات الاستشارية | 2 فبراير 1967          | 14 يونيو 1968       |
|             | وكالة ضمان الاستثمار متعدد الأطراف        | 7 أكتوبر 1988          | 12 أبريل 1988       |

## أعلام
هذه قائمة لبعض الشخصيات التي تربطها علاقات بالبلدين:
- إيفون مفوغو (لاعب كرة قدم سويسري، 6 يونيو 1994[22] – )
- بريل إمبولو (لاعب كرة قدم سويسري، 14 فبراير 1997[23] – )
- ديميتري اوبيرلين (لاعب كرة قدم سويسري، 27 سبتمبر 1997[24] – )
- فرانسوا موباندجي (لاعب كرة قدم سويسري، 21 يونيو 1990[25] – )
- فريدى مفينج (لاعب كرة قدم كاميروني، 29 مايو 1992[26] – )

## وصلات خارجية
- موقع وزارة الخارجية الكاميرونية
- موقع وزارة الخارجية السويسرية